# Krajinná sféra

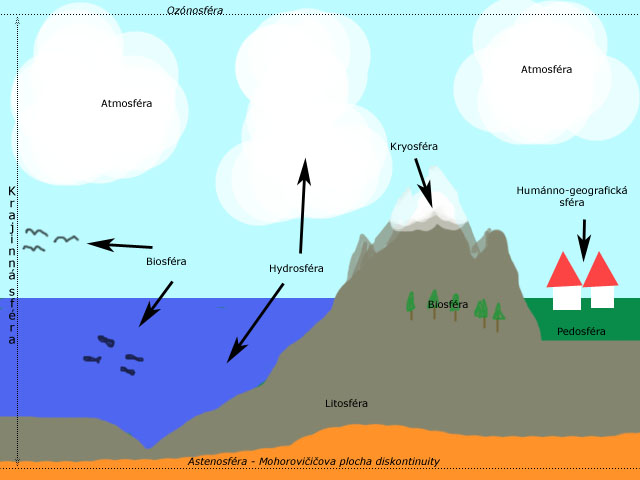
Schéma prvků krajinné sféry (na obrázku je konkrétně její výřez - krajina) s horní a dolní hranicí.

Krajinná sféra (též geografická sféra, geografické prostředí nebo epigeosféra) představuje soubor fyzicko-geografické a humánně-geografické sféry. Jde o základní objekt zkoumání geografie. Fyzicko-geografickou sféru (též fyzickogeografické prostředí nebo přírodní prostředí) představuje příroda jako taková, všechny sféry - litosféra, atmosféra, biosféra, hydrosféra, kryosféra a pedosféra, zatímco humánně-geografickou sféru představuje člověk s produkty svojí činnosti (například zástavba, těžba a podobně). Krajinnou sféru je možno rozčlenit z mnoha hledisek. Nejmenší jednotkou je geotop, vícero geotopů tvoří chóru, vícero chór tvoří region a regiony tvoří kontinent. 
Dokonalým výřezem krajinné sféry je geografická krajina. O geografické krajině můžeme hovořit jen tehdy, když obsahuje všechny fyzicko-geografické a humánně-geografické prvky. 

## Hranice krajinné sféry
Horní hranici krajinné sféry tvoří tzv. ozonosféra v dolní části stratosféry (25-35 km nad zemským povrchem).
Dolní hranicí krajinné sféry může být Mohorovičićova plocha diskontinuity (35 km pod zemským povrchem), která ohraničuje hloubku, pod kterou není prozkoumaná Země. Jiní vědci označují za spodní hranicí hloubku 5 km. Největší koncentrace geografických prvků se nalézá v georeliéfu.